# Szabó Gabriella (kajakozó)
Szabó Gabriella (Budapest, 1986. augusztus 14. –) háromszoros olimpiai bajnok magyar kajakozó.
2003-ban, a KSI versenyzőjeként bronzérmes volt az ifjúsági világbajnokságon. A következő évben két Európa-bajnokságot nyert az ifik között. 2005-ben a világbajnokságon ötödik volt K4 200 méteren. 2006-ban háromszor állhatott a dobogóra az U23-as Eb-n. 2006-ban a Dunaferr SE-be igazolt. 2007-ben Európa-bajnok lett Kozák Danutával K2 1000 méteren. A vb-n ugyanez az egység bronzérmes volt. Ugyanitt 200 méter párosban Patyi Melindával kilencedik volt. Az U23-as Európa-bajnokságon Kozákkal 1000 méteren arany-, 500 méteren ezüstérmes volt. A következő évben Európa-bajnok lett K2 500 méteren (Kozák). Májusban távozott edzője, Fábiánné Rozsnyói Katalin csoportjából. Az olimpián a négyesben (Kovács Katalin, Janics Natasa, Kozák) második lett. Az olimpia után a Bp. Honvédhoz igazolt.
2009-ben K2 500 méteren (Kozák) arany-, K2 1000 méteren (Csipes Tamara) ezüstérmes lett az Európa-bajnokságon. A vb-n K2 1000 méteren (Kozák) világbajnok volt. A következő évben K2 1000 méteren (Csipes) Európa-bajnok, négyesben (Kozák, Csipes, Benedek Dalma) második volt. A világbajnokságon Csipessel 1000 méteren, Kozákkal 500 méteren lett világbajnok. 2011-ben Csipessel megvédték Európa-bajnoki címüket. K4 500 méteren (Kozák, Kárász Anna, Benedek) ismét ezüstérmes lett. A világbajnokságon négyesben (Kozák, Kovács, Benedek) lett első. 2012-ben a kontinensbajnokságon bronzérmes volt négyesben, majd augusztusban az olimpián 500 méteren a négyes tagjaként aranyérmet nyert.
A 2013-as Európa-bajnokságon nem került be a csapatba. A 2013-as gyorsasági kajak-kenu világbajnokságon K2 1000 méteren (Fazekas-Zur Krisztina) és K4 500 méteren (Kozák, Fazekas-Zur, Vad Ninetta) is aranyérmes lett. A 2014-es gyorsasági kajak-kenu Európa-bajnokságon és a 2014-es gyorsasági kajak-kenu világbajnokságon K2 500 méteren (Csipes) valamint K4 500 méteren (Kozák, Kárász, Vad) első helyen végzett. A 2015. évi Európa-játékokon négyesben (Kozák, Kárász, Vad) végzett az élen. A 2015-ös gyorsasági kajak-kenu világbajnokságon K2 500 méteren (Kozák) arany-, K4 500 méteren (Kozák, Fazekas, Kárász) ezüstérmes volt. 2015-től az Olimpiai Bajnokok Klubjának delegáltjaként a MOB tagja. A 2016-os gyorsasági kajak-kenu Európa-bajnokságon K2 500 méteren (Kozák) és K4 500 méteren (Kozák, Fazekas, Csipes) is a legjobbnak bizonyult.
A 2016-os riói olimpián K2 500 m-en Kozák Danutával párban olimpiai bajnoki címet szerzett, négy nap múlva pedig K4 500 m-en is (Kozák Danuta, Csipes Tamara, Fazekas-Zur Krisztina).
2019 novemberében az Újpestbe igazolt.
2020 júniusában bejelentette, hogy nem tudja vállalni a felkészülést az egy évvel elhalasztott olimpiára és visszavonul a versenyzéstől.
2021-ben részt vett az Exatlon Hungary harmadik évadában, ahol 10 napot töltött. A Bajnok csapat tagja volt.

## Díjai, elismerései
- A Magyar Köztársasági Érdemrend lovagkeresztje (2008)
- Junior Prima díj (2008)
- A Magyar Érdemrend tisztikeresztje (2012)
- A magyar kajaksport örökös bajnoka (2012)[6]
- Az év magyar csapata választás második helyezettje (női kajak négyes) (2012)
- Zugló díszpolgára (2012)[7]
- Év magyar egyetemi sportolója (2015)[8]
- A Magyar Érdemrend középkeresztje (2016)[9]